# Lyttini
Lyttini Solier, 1851 è una tribù di coleotteri della famiglia Meloidae (sottofamiglia Meloinae).

## Tassonomia
La tribù comprende i seguenti generi:
- Acrolytta
- Afrolytta
- Alosimus
- Berberomeloe
- Cabalia
- Desertilydus
- Dictyolytta
- Dilatilydus
- Eolydus
- Epispasta
- Lagorina
- Lydomorphus
- Lydulus
- Lydus
- Lytta
- Lyttolydulus
- Lyttonyx
- Megalytta
- Muzimes
- Oenas
- Parameloe
- Paroenas
- Physomeloe
- Prionotolytta
- Prolytta
- Pseudosybaris
- Sybaris
- Teratolytta
- Tetraolytta
- Trichomeloe